# Дочь Наполеона
«Дочь Наполеона» (нем. Die Tochter Napoleons) — немецкий немой художественный фильм 1922 года, снятый в историческом жанре. Режиссёр Фридрих Цельник. Главные роли исполнили Лия Мара, Людвиг Хартау и Эрнст Хофман. Премьера состоялась в берлинском кинотеатре «Марморхаус» 2 ноября 1922 года.

## В ролях
- Людвиг Хартау[англ.] — Наполеон[3]
- Лия Мара — Марион Лярус, дочь
- Эльза Васа — Дезире Лярус, мать Марион
- Чарльз Вилли Кайзер[англ.] — Александр Колонна-Валевский
- Эрнст Хофман[англ.] — Арман де Коленкур
- Курт фон Воловски[нем.] — Шарль Леон
- Георг Генрих Шнелль[англ.] — Бертен
- Генрих Пер[англ.] — Фуше
- Гертруд де Лалски[англ.] — Мадам де Марли
- Магнус Штифтер[англ.] — Арман Бриссак
- Альбер Патри[нем.] — Шарамон

## История создания
«Дочь Наполеона» стал одним из нескольких десятков фильмов, созданных продюсером и режиссёром Фридрихом Цельником, в которых он снял на главных ролях свою супругу Лию Мару, сделав её кинозвездой. Фильмы снимались на студии Zelnik-Mara-Film. Среди бессменных участников, помимо Цельника и Мары, можно назвать сценаристку Фанни Карлсен, арт-директора Фрица Ледерера, создававшего декорации, и художника и графического дизайнера Йозеф Феннекер, работавшего над афишами. Первые показы этих фильмов привычно проходили в берлинском кинотеатре «Марморхаус», который специализировался на премьерах. 